# Papestra
Papestra is een geslacht van nachtvlinders uit de familie Noctuidae.

## Soorten
- Papestra biren - Heide-schaaruil (Goeze, 1781)
- Papestra brenda (Barnes & McDunnough, 1916)
- Papestra cristifera (Walker, 1858)
- Papestra invalida (Smith, 1891)
- Papestra quadrata (Smith, 1891)

## Bron
- (en)  Papestra op de site van Markku Savela